# 12 Lyncis
Désignations
12 Lyn AB : GC 8805, SAO 25939

12 Lyncis (en abrégé 12 Lyn) est une étoile triple de la constellation boréale du Lynx. Elle est visible à l'œil nu avec une magnitude apparente combinée de 4,87. D'après la mesure de sa parallaxe annuelle par le satellite Hipparcos, le système est distant d'environ ∼ 210 a.l. (∼ 64,4 pc) de la Terre.
Les trois composantes de 12 Lyncis peuvent être séparées à l'aide d'un télescope. Les deux plus brillantes, désignée 12 Lyncis A et B, sont deux étoiles blanches de la séquence principale de types spectraux A1,5V et A2V et de magnitudes 5,44 et 6,00, respectivement. En 2021, elles avaient une séparation angulaire de 2,0″ et étaient disposées selon un angle de position de 66°. Leur orbite n'est pas connue avec certitude, mais elles apparaissent avoir une période de l'ordre de 700 à 900 ans. La troisième composante, 12 Lyncis C, est une étoile moins brillante de magnitude 7,05. En 2021, elle était située à une distance angulaire de 8,8″ et à un angle de position de 309° de 12 Lyncis A. C'est une étoile Am de type spectral kA6hF1mF1.